# بلو باکس
بلو باکس یا زمین آبی (به انگلیسی: Blue Box)⁪ (ژاپنی: アオのハコ هپبورن: Ao no Hako) مجموعه مانگای ورزشی، کمدی رمانتیک ژاپنی به نویسندگی و تصویرگری کوجی میورا است که از آوریل ۲۰۲۱ در هفته‌نامه شونن جامپ انتشارات شوئیشا به صورت سریالی منتشر شده و تا ماه اوت ۲۰۲۳، فصل‌های آن در یازده جلد تانکوبون جمع‌آوری شده‌است.
مجموعه تلویزیونی انیمه اقتباس شده از این اثر به تهیه کنندگی تی‌ام‌اس انترتینمنت و تولید انیمیشن استودیو تلکام انیمیشن فیلم در اکتبر ۲۰۲۴ پخش شد.

## داستان
داستان دربارهٔ یک دانش‌آموز سال بالایی به نام تایکی اینوماتا است که عضوی از تیم بدمینتون پسران است. هر روز صبح، او در کنار همکارش چیناتسو کانو، که در تیم بسکتبال دختران است، تمرین می‌کند. پس اینکه والدین چیناتسو ژاپن را ترک می‌کنند، چیناتسو به خانه خانواده تایکی نقل مکان می‌کند و با تایکی هم‌خانه می‌شود. تایکی تصمیم می‌گیرد تا با توسعه روابط خود، تیم‌هایشان را به مسابقات قهرمانی ملی برسند.